# Cmentarz wojenny nr 138 – Bogoniowice
Cmentarz wojenny nr 138 – Bogoniowice – cmentarz z I wojny światowej, zaprojektowany przez Jana Szczepkowskiego, znajdujący się we wsi Bogoniowice w powiecie tarnowskim, w gminie Ciężkowice. Jeden z ponad 400 zachodniogalicyjskich cmentarzy wojennych zbudowanych przez Oddział Grobów Wojennych C. i K. Komendantury Wojskowej w Krakowie.
Cmentarz znajduje się bezpośrednio przy drodze wojewódzkiej  Grybów – Tarnów.
Cmentarz ma kształt trójkąta o ściętym wierzchołku i o powierzchni około 820 m². Jest kilkupoziomowy, w środku ogrodzenia od strony drogi znajduje się metalowa bramka oraz schody na pierwszy poziom cmentarza. Został ogrodzony: z trzech stron kamiennym murem, a od strony szosy metalowym płotkiem. W dwóch narożnikach ogrodzenia od strony drogi znajdują się kamienne kapliczki w formie baszt przykryte gontem. Od strony cmentarza znajdują się w nich otwory wejściowe. Pierwotnie w kapliczkach znajdowały się tablice z inskrypcjami.
Na cmentarzu jest pochowanych 102 żołnierzy w 11 grobach zbiorowych oraz 35 pojedynczych, poległych w marcu i maju 1915 roku:
- 63 żołnierzy Austro-Węgier m.in. z 10 I.R., 21 I.R., 16 I.R., 18 I.R., 30 I.R., 80 I.R., 98 I.R., HIR 2, HIR 5, HIR 7, HIR 8, HIR 10, HIR 16, HIR 17, HIR 19, HIR 21, HIR 24, HIR 26, HIR 30,
- 10 żołnierzy Imperium Rosyjskiego,
- 29 żołnierzy Niemiec m.in. z 3 Pułk Piechoty Gwardii Cesarstwa Niemieckiego, 4 Pułk Piechoty Gwardii Cesarstwa Niemieckiego.

Ozdobą cmentarza jest położony w jego centralnej części nagrobek rotmistrza Oswalda von Richthofena z 2 GARDE ULANEN R.G.T., poległego 14 maja 1915 roku. Pomimo istniejącej legendy, nie należał on do bliskiej rodziny Czerwonego Barona.

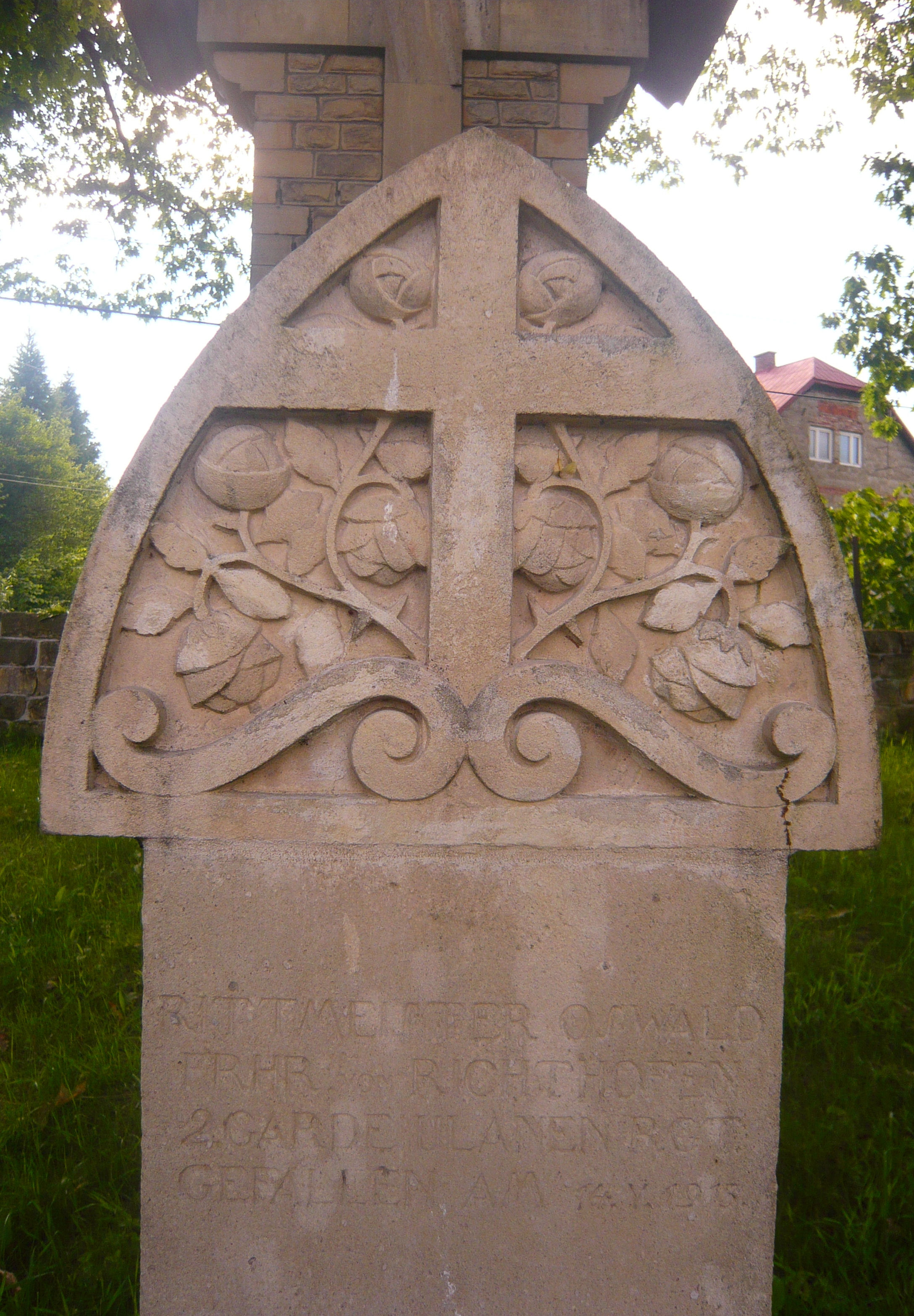
Nagrobek O. v. Richthofena